# District d'Ereïmentaou
Le  district de Ereïmentaou (en kazakh : Ерейментау ауданы) est un district de l'oblys d'Aqmola au nord du Kazakhstan. 

## Géographie
Son centre administratif est la localité de Ereïmentaou. 

## Démographie
En 2013, le district a une population de 30 413 habitants.